# كلا (مقاطعة فراهان)
كلا (بالفارسية: کلا) هي قرية تقع في مركزي في إيران. يقدر عدد سكانها بـ 40 نسمة بحسب إحصاء 2016.